# Kruja
Kruja (albanska: Krujë med böjningsformen Kruja, uttal; kroja) är en stad och kommun i nordvästra Albanien. Den är centralort i Durrës prefektur. Staden har 19 400 invånare enligt uppgifter från 2004. Jordbruk och turism är huvudnäringar.
Kruja ligger bland höga grönklädda berg på 610 meters höjd som vid bra väder ger en glimt över havet, vilket förklarar stadens smeknamn; Balkongen över Adriatiska havet.
Kruja ligger 30 km norr om Tirana.

## Ortnamnet
Stadens namn förknippas med det albanska ordet kroi, krua, som betyder "fontän" eller "vattenkälla", från proto-albanskan *krana < *krasna.
Staden nämns för första gången i bysantinska dokument från tidigt 800-talet e.Kr. Staden kallades Croia, Croya och Croarum på medeltida latin. Under den osmanska tiden var staden känd som Ak Hisar eller Akçahisar, som på osmansk turkiska betyder "vita slottet" (jämför Akhisar).
Kroja i stället för Kruja förekommer ibland i äldre svenska texter.
Invånarna i Kruja kallar sig själva "krutonë" eller "krotonë". På standardalbanska kallas invånarna i Kruja "krutanë".

## Klimatet
Klimatet i Kruja är något kallt. Temperaturen varierar mellan 11 och 14 °C i låglandet och 2 och 6 °C i höglandet. Årsnederbörden är mellan 1 300 och 1 800 mm.

## Förvaltningsområde och demografi
Kruja är en stad och kommun i regionen Durrësi. Kommun ligger i den nordliga delen av landet och gränsar i norr till regionen Lezha, i öst till regionen Dibra och i söder till regionen Tirana.
Kommunen upprättades genom en förvaltningsreform 2014, i och med att den tidigare stadskommunen Kruja slogs samman med stadskommunen Fushë-Kruja och landskommunerna Bubqi, Nikla, Kodër-Thumana och Cudhi. De tidigare kommunerna ingår numera som administrativa indelningar i den nya storkommunen. Kommunen har sitt huvudsäte i Kruja.
Enligt folkräkningen 2011 hade den dåvarande stadskommunen Kruja 11 721 invånare, medan de sex kommunerna som i dag utgör storkommunen Kruja, sammanlagt hade 59 814 invånare.
Fram till år 2000 var den dåvarande stadskommunen Kruja en del av distriktet Kruja. Den dåvarande stadskommunen omfattade själva staden Kruja och bosättningarna Barkaneshi, Picërraga och Brreti.

## Historia
Trakten runt staden har varit befolkad sedan 600 f.Kr. Under antiken beboddes Kruja av den illyriska folkstammen albanoierna, det folk som gav namn åt albanerna. Staden är tidigast omnämnd 879 e.Kr. Den blev år 1190 huvudstad i albanska prinsdömet Arberien. För en kort period ingick staden i det serbiska riket.
Kruja räknas som det medeltida Albaniens huvudstad och trakterna som albanernas ursprungsområde. Den första albanska statsbildningen ägde också rum i Kruja.
Kruja var känt som ett centrum för albanskt motstånd mot osmanerna. Krujas slott belägrades fyra gånger av den osmanska hären. Först vid den fjärde belägringen lyckades osmanerna inta slottet.
Efter det osmanska rikets erövring 1479 kallades staden Akçahisar. Staden drabbades 1617 av en jordbävning som i stort sett raserade hela staden men den byggdes upp igen 1832 på order av den osmanske sultanen.
Under osmansk tid tillhörde staden det turkiska vilâyetet Skutari.
På 1800-talet blev Kruja ett slagfält i kampen mot det osmanska riket.
Den främste albanske frihetskämpen Georg Kastriota Skanderbeg (1405-1468) föddes i Kruja och är känd för sitt uppror mot osmanerna.

## Kultur
1968 firades 500-årsminnet av den albanske nationalhjälten Skanderbegs död och Kruja förklarades då som "hjältestad".
Kruja är idag en mycket populär turistort och har en av världens äldsta marknader som är över 600 år gammal.

## Stadsbild
Stadsbilden domineras av stadsslottet. Den gamla basaren ligger nedanför stadsslottet. Bland sevärdheter finns även en moské, turkiska bad och folkkonstmuseum.
Dagens stadsslott är en rekonstruktion. Den ritades 1982 av arkitekten Pranvera Hoxha, dotter till Albaniens diktator Enver Hoxha, och är en av Albaniens mest kända sevärdheter.

## Sport
KS Kastrioti är Krujas viktigaste fotbollsklubb, grundat 1926 och under en tid omdöpt till Puna Krujë 1951. Dess hemmaarena är Kastrioti Stadium med en kapacitet på 8500 platser.

## Demografi
Krujas totala invånarantal är 59 814 (enligt 2011 års folkräkning) på en yta av 339.20 kvadratkilometer med en befolkningstäthet på 176.3 per kvadratkilometer.

## Vänorter
Kruja har följande vänorter:
| - Cortona, Italien - Portocannone, Italien | - Stari Grad, Bosnien och Hercegovina |

## Kända personer
- Kategori:Personer från Kruja

## Galleri

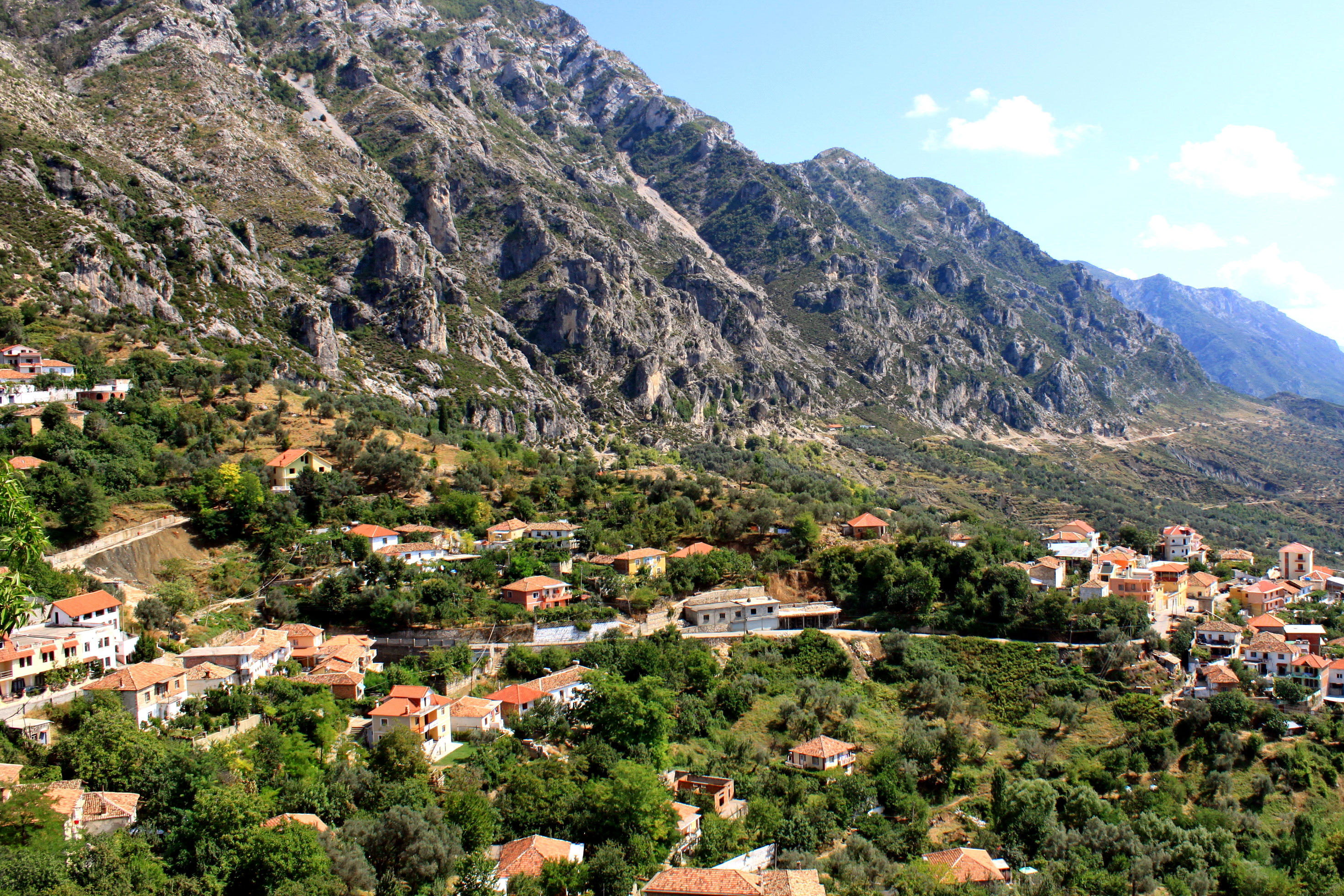
Utsikt över Kruja.
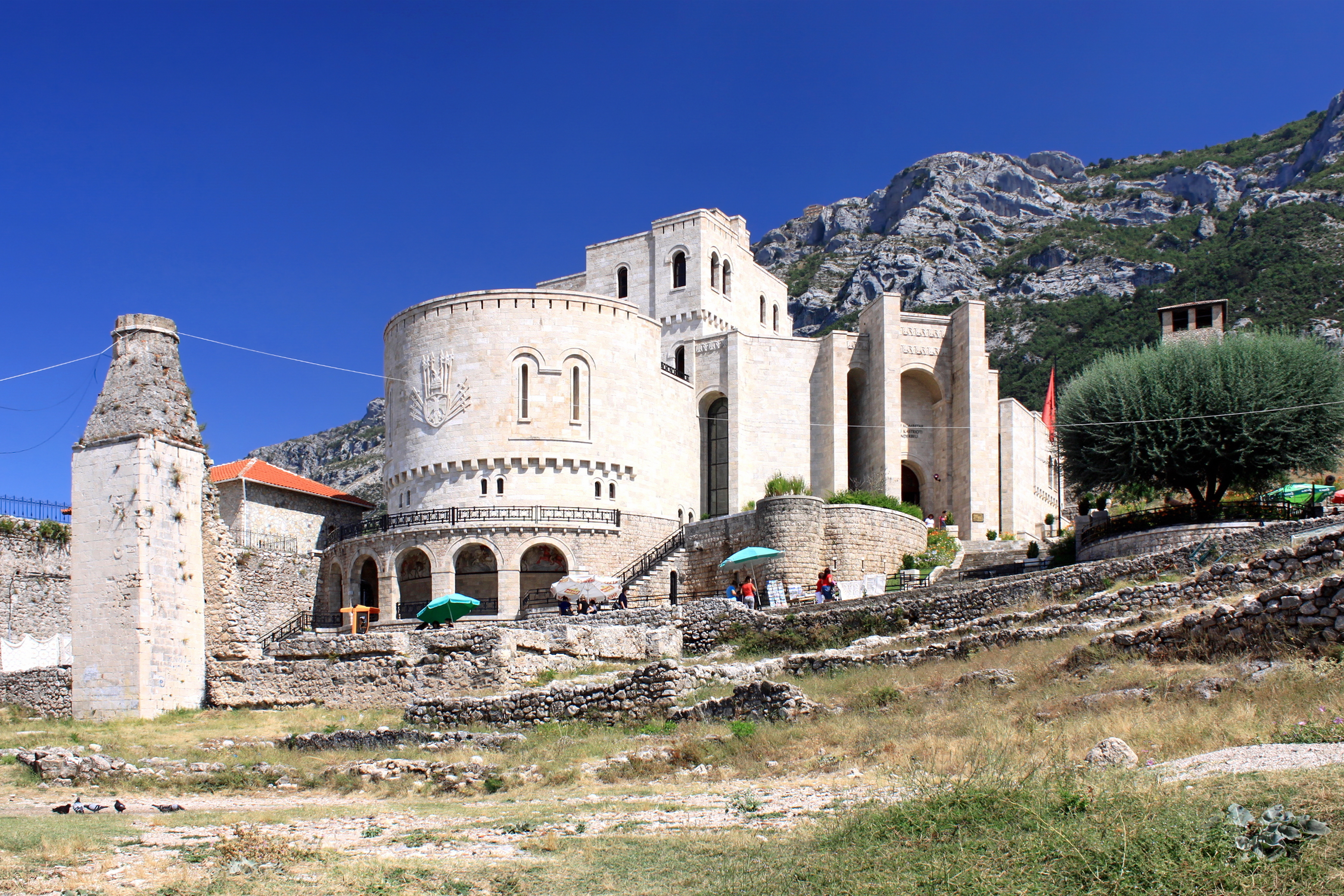
Skanderbegs slott är belägen på Krujas högsta topp.
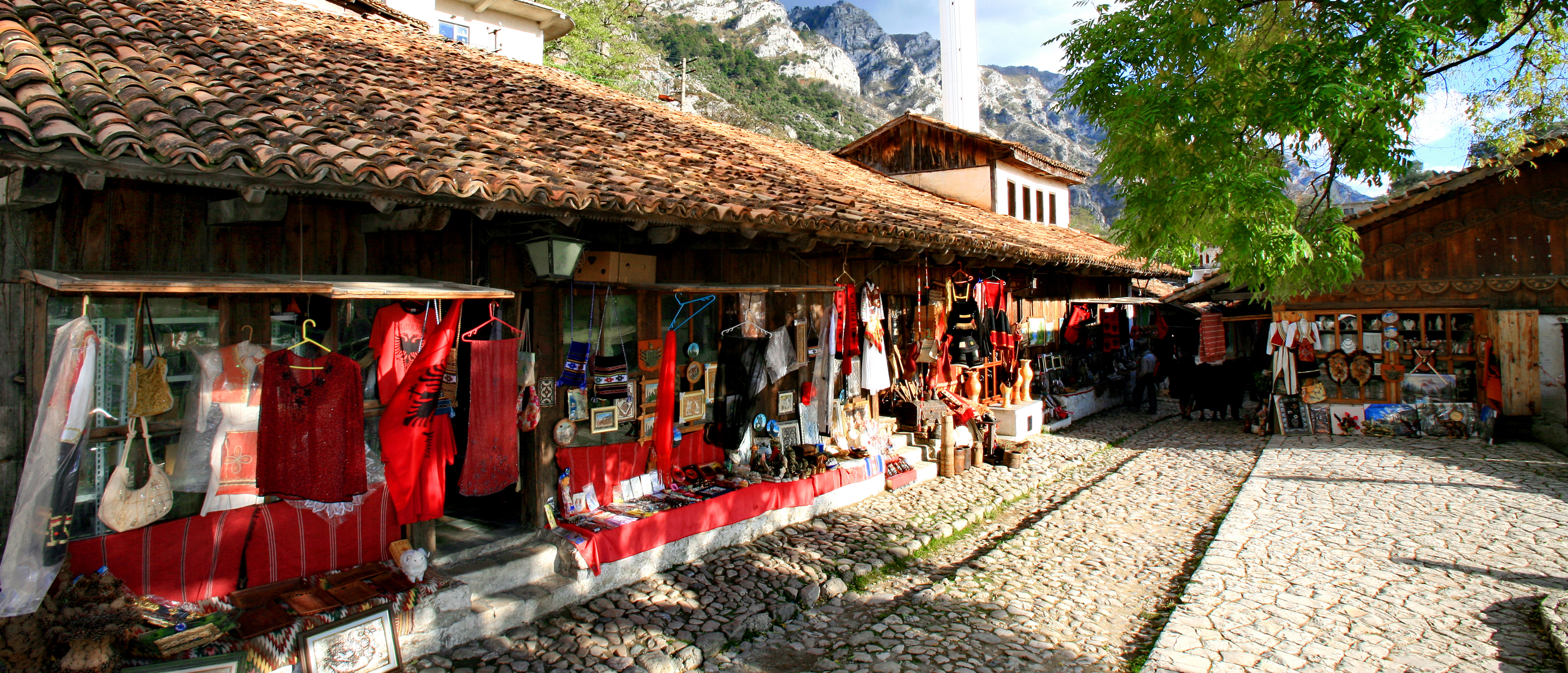
Den gamla marknaden.
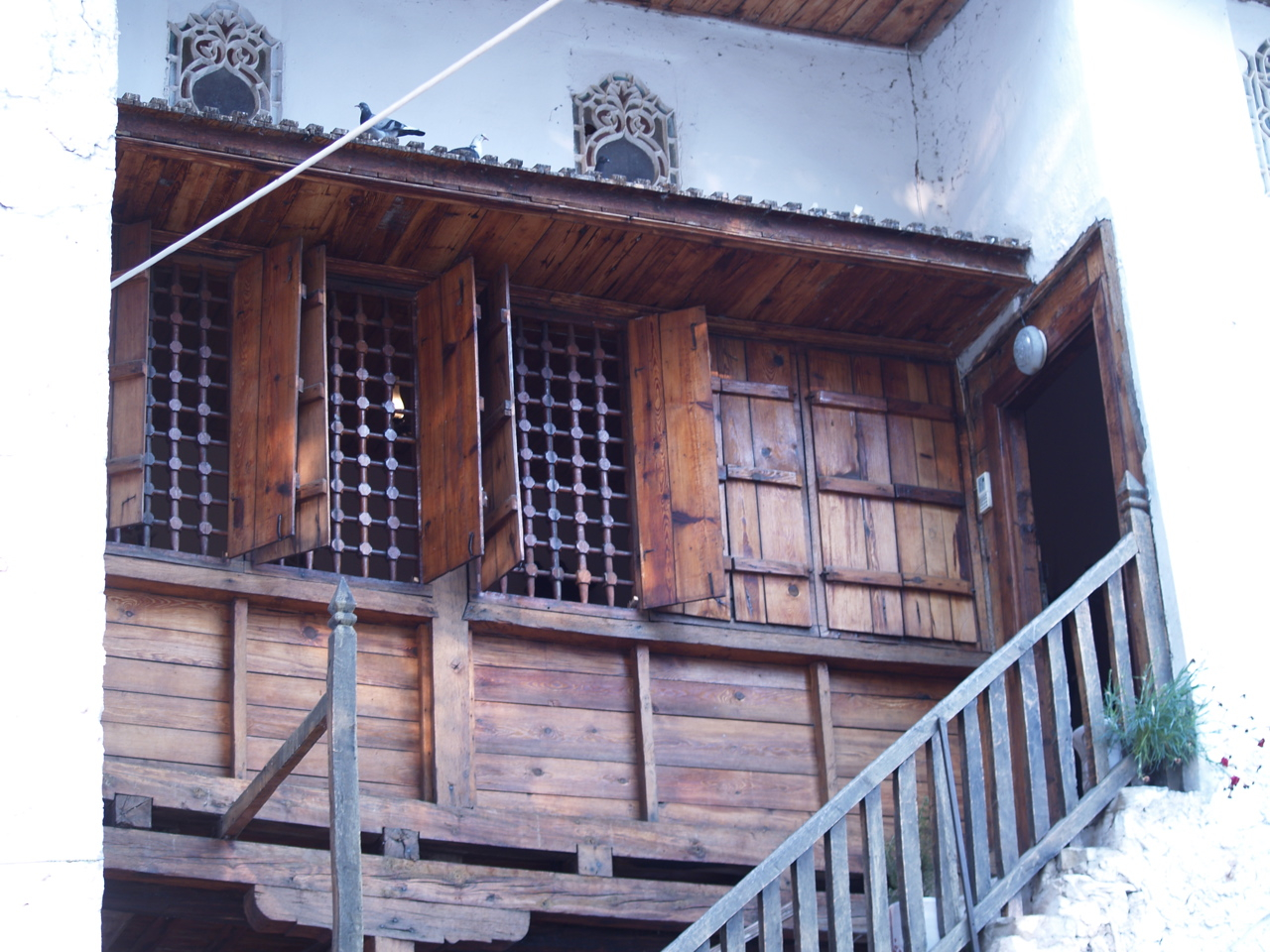
Entrén till stadens etnografiska museum.